# Бгакті-йога
Бга́кті-йо́ґа або Бхакті-йога (санскр. भक्ति योग, bhakti yoga IAST) — один з чотирьох основних видів йоґи, в тому числі, в філософії індуїзму.
Бгакті-йога — з точки зору йоги, це яскрава емоційна і головне діяльна тяга до осягнення того, що за межами тебе, заснована на щирій любові до Життя. Термін бгакті-йога, часто некоректно асоціюють з релігійними віруваннями. Важливо розуміти, що це вид йоґи, а йоґа — це розвиток.
Практика бгакті-йоги спрямована на встановлення і культивацію особистісних взаємин з однією з форм або іпостасей Бога за допомогою бгакті — служіння Богові з любов'ю та відданістю.
Практика бгакті-йоги настійно рекомендується різними священними писаннями індуїзму як найлегший і найбільш дієвий вид йоги в нинішню епоху Калі-юґу. У «Бгаґавата-пурані», бгакті описується як стадія досконалості що перевершує за рівнем духовного усвідомлення навіть мокшу, а в «Бгаґавад-ґіті» проголошується її перевага над іншими трьома основними видами йоги — карма-йогою, джняна-йогою та раджа-йогою. Течії в індуїзмі, в яких бгакті є основною практикою, називають рухами бгакті. У Вайшнавізмі, одному з основних напрямків індуїзму, традиційно існують дев'ять форм бгакті-йоги.

## Філософська основа
«Бгакті» — це санскритський термін, який використовується для позначення емоційної прихильності та любові між відданим (бгактою) й особистісною формою Бога. Практика розвитку взаємин з Богом називається бгакті-йогою. У своїй праці «Бгакті-расамріта-Сіндгу» середньовічний ґаудія-вайшнавський (крішнаїтський) богослов Рупа Ґосвамі визначив п'ять основних видів бгакті, званих бгава:
1. шанта-бгава — нейтральні відносини з Богом
2. дас'я-бгава — зв'язок з Богом відносинами слуги та пана
3. сакг'я-бгава — спілкування з Богом як з другом
4. ватсал'я-бгава — виконання ролі батька чи матері Бога
5. мадгур'я-бгава — ставлення до Бога як до свого коханого

У процесі бгакті-йоги, бгакта культивує один з п'яти видів бгакті, який найбільш близький його умонастрою. У крішнаїзмі відносини з Богом як з коханим розглядаються як найбільш піднесена форма бгакті, яка містить у собі всі інші. Вищим проявом цієї любові Рупа Ґосвамі називає любов ґопі Вріндавана до Крішни.
Бгакті включає в себе ряд загальних принципів, також характерних для інших світових релігій.

### Дев'ять форм бгакті-йоги
У «Бгакті-расамріта-Сіндгу» Рупи Ґосвамі дається опис дев'яти процесів бгакті-йоги, дотримуючись одного або кількох з них можна досягти вищої досконалості — чистої любові до Бога:
1. Шравана («слухання про Бога») — слухання історій з священних писань, що розповідають про Бога і повторення Святих Імен Бога (Джапа).
2. Кіртана («прославлення Бога») — оспівування Святих Імен Бога або опис Його всеприваблевих рис і діянь.
3. Смарана («пам'ять про Бога») — внутрішня медитація на форми, імена, діяння або особистісні якості Бога.
4. Пада-Севана («служіння лотосовим стопах Бога») — виконання якого-небудь конкретного особистого служіння Богу.
5. Арча («поклоніння мурті Бога») — поклоніння (пуджа) будь-якої з форм мурті Бога в індуїзмі.
6. Вандана («піднесення молитов Богу») — піднесення різного роду молитов Богу.
7. Дас'я («служіння Богові») — виконання будь-якого служіння для задоволення Бога.
8. Сакг'я («встановлення дружніх відносин з Богом») — встановлення дружніх відносин з Богом на внутрішньому рівні.
9. Атма-ніведана («принесення всього в жертву Богові») — відання всіх думок і дій Богові.

### Бгакті в «Бгаґавата-пурані»
Дев'ять видів бгакті-йоги також описуються в «Бгаґавата-пурані»:
|  | Махараджа Прахлада сказав: Слухати трансцендентне святе ім'я Господа Вішну та описи його зовнішності, якостей, оточення і діянь, розповідати і пам'ятати про них, служити лотосовим стопам Господа, поклонятися Йому, використовуючи атрибути шістнадцяти видів, підносити Господеві молитви, бути Його слугою, вважати його своїм найкращим другом і всього себе віддавати Господу (тобто служити Йому тілом, розумом і мовою) - такі дев'ять методів чистого відданого служіння. Той, хто служить Крішни, застосовуючи ці методи, і присвячує служінню все своє життя, - найосвіченіша людина, бо він знайшов повне знання. |

Ці дев'ять видів бгакті-йоги допомагають відданому постійно знаходитися у контакті з Богом. Методи джапи та внутрішньої медитації відданого на обрану їм певну форму Бога (ішта-девата) користуються особливою популярністю в різних школах бгакті.
Бгакті — це процес йоги, метою якого є духовний, любовний союз з Богом. Форма Бога і тип цього любовного союзу різниться в різних течіях бгакті в індуїзмі, однак основна суть процесу завжди залишається незмінною.

### Бгакті-йога в «Бгаґавад-ґіті»
Незважаючи на велике релігійне і філософське застосування «Бгаґавад-ґіти» в різних її тлумаченнях численними течіями індуїзму, вона є також богословською основою індуїстського теїзму бгакті, особливо в Вайшнавізмі. Зі слів Крішни в «Бгаґавад-ґіті» очевидно, бгакті є наймогутнішою рушійною силою в духовному житті вайшнава-відданого:
|  | Завжди думай про Мене, стань Моїм відданим, падай переді Мною ниць і вклоняйся Мені. Повністю зосереджений на мені, ти неодмінно прийдеш до Мене. |

|  | Збагнути Мене, Верховну Особу Бога, таким, яким Я є, можна тільки за допомогою відданого служіння. І коли завдяки відданому служінню вся свідомість людини зосереджується на мені, вона вступає в царство Бога. |

### Бгакті-йога в «Нарада-бгакті-сутрах»
У «Нарада-бгакті-сутрах» дається визначення бгакті як вищої любові до Бога, яка є вічним єством людини. Стверджується, що той, хто за допомогою метода бгакті-йоги зміг віднайти це єство, стає досконалим, безсмертним й настільки вдоволеним, що вже нічого іншого не бажає й не журиться. Наводяться деякі зовнішні ознаки такого бгакта, встановлюються основні норми й правила поведінки прибічників шляху бгакті, називаються імена міфічних персонажів, які мають бути прикладом для наслідування.

## Рухи бгакті
Рухи бгакті є монотеїстичні за своєю суттю та їх послідовники поклоняються Вішну, Крішні, Шиві або Шакті як найвищій іпостасі Бога. Ці рухи, що з'явилися слідом за встановленням трьох систем веданти, влили нові сили в індуїзм і стали відповіддю на емоційні і світоглядні запити Індії, які також знайшли своє вираження в Бгаратанатьям та вчинили радикальний переворот у індуїстських обрядах і молитвах який можна порівняти лише з впливом Шанкарачарьї. Різні течії бгакті, більшою чи меншою мірою, були присутні на різних етапах багатотисячолітньої історії Індії.
У той час як нові філософські течії, що з'являлися в Індії протягом історії, працювали в основному на інтелектуально-світоглядному рівні, змінюючи образ думки людей, бгакті завжди легко знаходила шлях до серця всіх завдяки тому, що волала до самого природного почуття любові і перенаправляла його від тлінних об'єктів матеріального буття на найвищі цілі самоусвідомлення і любовного служіння Богові. Ліберальний за своєю суттю, рух бгакті часто відкидав строгі кастові традиції, виступаючи таким чином притулком для відступників ортодоксальної брахманічної системи індуїзму. У той же час, треба відмітити, що послання бгакті про любов і терпимість далеко не завжди знаходили відгук у ортодоксальних індусів, закутих у строгі правила кастової реалії.
Бгакті стало причиною появи на світ маси релігійної літератури, різних видів музики і танцю, як і інших форм мистецтва, які збагатили світ, дали Індії новий поштовх у розвитку, а також допомогли у подоланні непотрібних і поверхневих ритуальних і соціальних обмежень в індійському суспільстві.